# Saša Ilić (football, 1977)
Pour les articles homonymes, voir Saša Ilić.
Saša Ilić, né le 30 décembre 1977 à Požarevac (Serbie), est un footballeur international serbe, qui évolue au poste de milieu offensif devenu entraîneur.
Ilić a marqué quatre buts lors de ses trente-sept sélections avec l'équipe de Yougoslavie, l'équipe de Serbie-et-Monténégro et l'équipe de Serbie entre 2000 et 2008, dont un au 1er tour de la Coupe du monde 2006 face à la Côte d'Ivoire (2-3).

## Carrière
| saison        | club                           | pays                         | matches | buts | sélections           |
| ------------- | ------------------------------ | ---------------------------- | ------- | ---- | -------------------- |
| 1994-1995     | Borca                          | Yougoslavie                  |         |      |                      |
| 1995-1996     | Borca                          | Yougoslavie                  |         |      |                      |
| 1996-1997     | Partizan Belgrade              | Yougoslavie                  | 1       | 0    |                      |
| 1997-1998     | Partizan Belgrade              | Yougoslavie                  | 25      | 3    |                      |
| 1998-1999     | Partizan Belgrade              | Yougoslavie                  | 23      | 14   |                      |
| 1999-2000     | Partizan Belgrade              | Yougoslavie                  | 32      | 17   | RF Yougoslavie       |
| 2000-2001     | Partizan Belgrade              | Yougoslavie                  | 30      | 19   | RF Yougoslavie       |
| 2001-2002     | Partizan Belgrade              | Serbie-et-Monténégro         | 28      | 12   | RF Yougoslavie       |
| 2002-2003     | Partizan Belgrade              | Serbie-et-Monténégro         | 25      | 11   | RF Yougoslavie       |
| 2003-2004     | Partizan Belgrade Celta Vigo   | Serbie-et-Monténégro Espagne | 14 13   | 6 1  | Serbie-et-Monténégro |
| 2004-2005     | Partizan Belgrade              | Serbie-et-Monténégro         | 22      | 16   | Serbie-et-Monténégro |
| 2005-2006     | Galatasaray                    | Turquie                      | 30      | 12   | Serbie-et-Monténégro |
| 2006-2007     | Galatasaray                    | Turquie                      | 29      | 10   | Serbie               |
| 2007-2008     | Red Bull Salzbourg             | Autriche                     | 30      | 8    |                      |
| 2008-2009     | Red Bull Salzbourg AEL Larissa | Autriche Grèce               | 3 18    | 0 1  |                      |
| 2009-Jan.2010 | Red Bull Salzbourg             | Autriche                     | 6       | -    |                      |
| Jan.2010-2019 | Partizan Belgrade              | Serbie                       | 315     | 31   |                      |

## Palmarès

### En équipe nationale
- 37 sélections et 4 buts avec l'équipe de Yougoslavie, l'équipe de Serbie-et-Monténégro et l'équipe de Serbie depuis 2000.
- Il a eu sa première cape en août 2000 contre l'équipe d'Irlande du Nord.
- Ilić participe à la coupe du monde 2006 avec l'équipe de Serbie-et-Monténégro.

### Avec le Partizan de Belgrade
- Champion de Yougoslavie en 1997, 1999 et 2002.
- Champion de Serbie-et-Monténégro en 2003 et 2005.
- Champion de Serbie en 2010, 2011, 2012, 2013, 2015 et 2017.
- Vainqueur de la Coupe de Yougoslavie en 1998 et 2001.
- Vainqueur de la Coupe de Serbie en 2011, 2016, 2017, 2018 et 2019

### Avec Galatasaray
- Champion de Turquie en 2006.